# جید آنوکا
جید آنوکا (انگلیسی: Jade Anouka؛ زادهٔ ۱۲ ژوئن ۱۹۸۹) بازیگر و شاعر اهل بریتانیا است. وی از سال ۲۰۰۷ میلادی تاکنون مشغول فعالیت بوده‌است. او بخاطر فعالیت‌هایش در آی‌تی‌وی شناخته شده و همچنین در مجموعه تلویزیونی دکتر هو به ایفای نقش پرداخته است.